# Васил Нанов
Васил Нанов (27 лютого 1959) — болгарський ватерполіст.
Учасник Олімпійських Ігор 1980 року.